# Pata

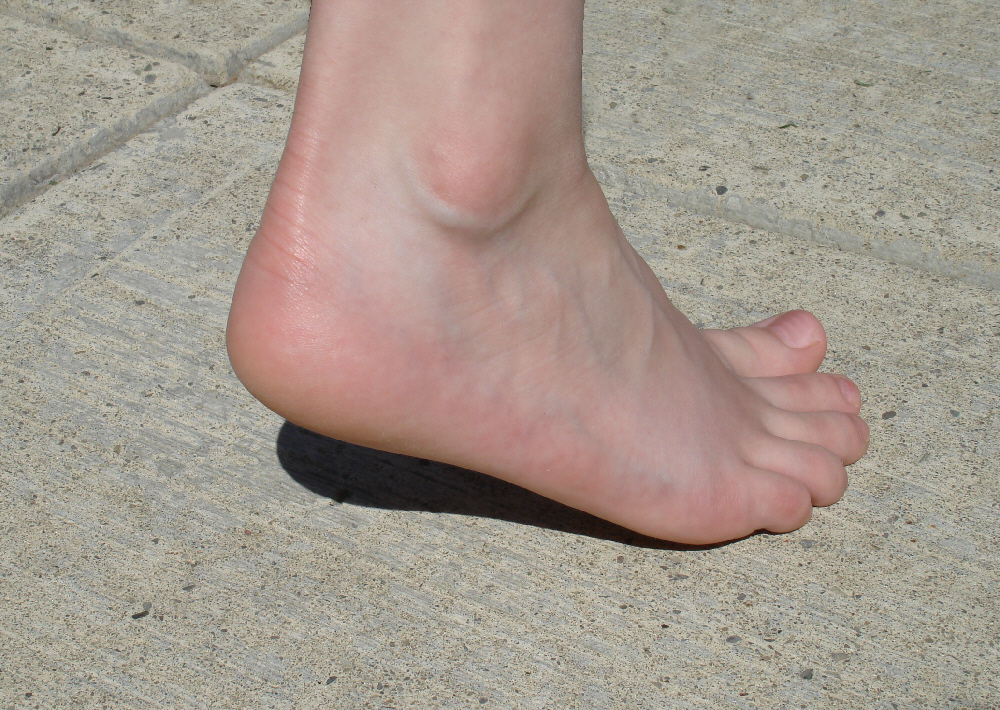
Lidská pata

Pata (latinsky calcaneus) je v lidské anatomii označení pro výběžek v zadní části nohy, tedy zadní části dolní končetiny. Směrem k přední části nohy přechází v chodidlo, směrem nahoru k tělu pak v Achillovu šlachu a  kotník. Je tvarována patní kostí.